# George E. Vaillant

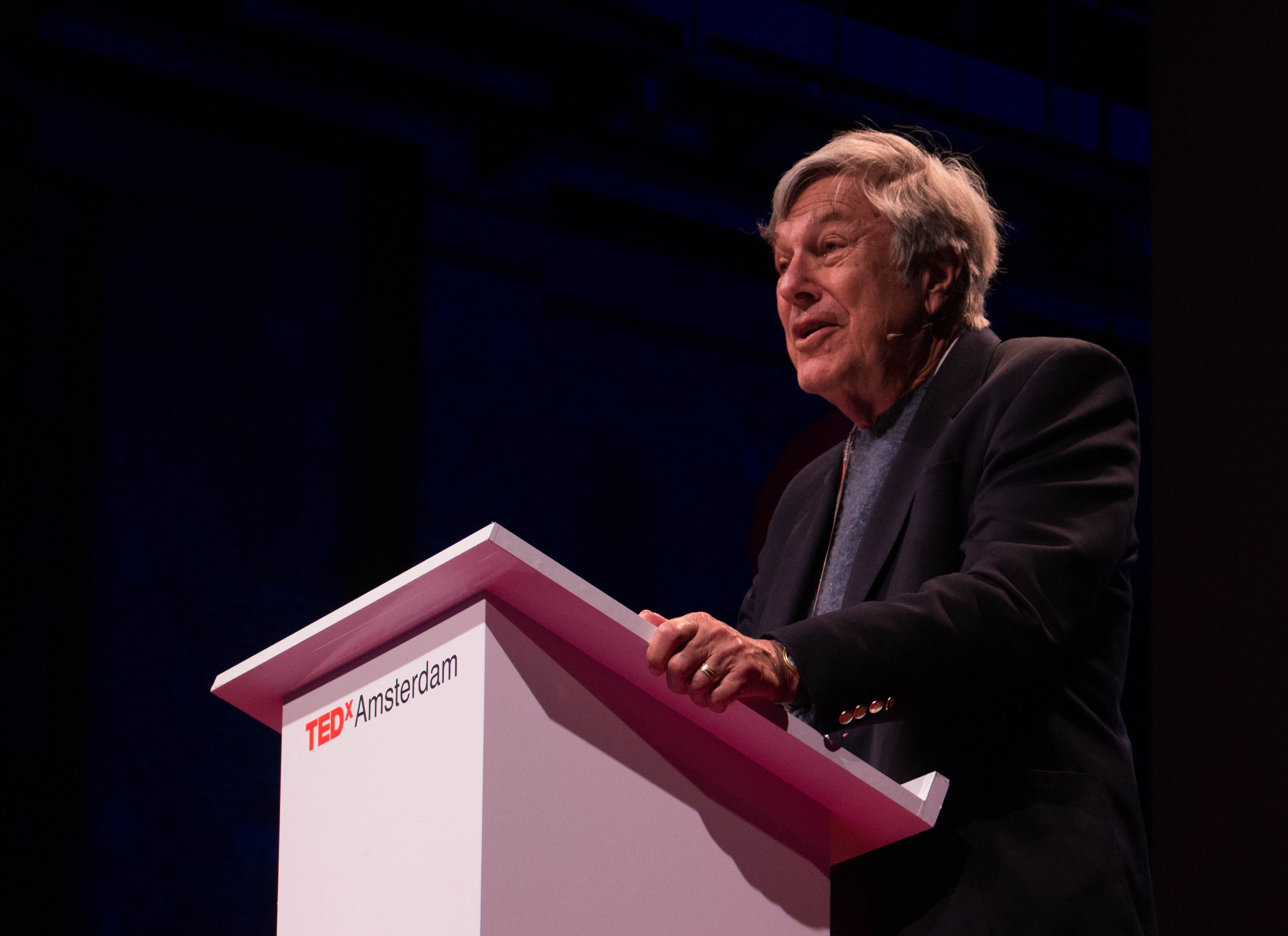
George E. Vaillant tijdens een TEDx presentatie in Amsterdam in 2014

George Eman Vaillant (16 juni 1934) is een Amerikaanse psychiater, professor bij de Harvard Medical School en hoofdonderzoeker bij de afdeling psychiatrie van het Brigham and Women's Hospital. Vaillant is bekend van zijn onderzoek naar ego afweermechanismen en ontwikkeling gedurende het volwassen leven. Van 1972 tot 2004 heeft hij een van de meest langlopende studies naar volwassen ontwikkeling geleid; de Harvard (Grant) Study of Adult Development. Vaillant heeft een belangrijke rol gespeeld in de uitwerking van het werk over afweermechanismen; hij heeft een ontwikkelingshiërarchie aangebracht die later gemeengoed is geworden. In 1991 heeft hij een Jellinek award ontvangen voor zijn werk over het natuurlijke beloop van alcoholverslaving.

## Levensloop
De vader van Vaillant, George Clapp Vaillant, was een bekend antropoloog die in 1945 suïcide pleegde. Vaillant is viermaal getrouwd, waaronder met psychotherapeut Leigh McCullough. Heden woont hij in Californië met zijn huidige vrouw, Diane Highumn, ook psychiater. 
Vaillant heeft de geneeskunde opleiding gevolgd aan de Harvard Medical School. Hierna heeft hij zich gespecialiseerd tot psychiater bij het Massachusetts Mental Health Center en een psychoanalytische opleiding gedaan aan het Boston Psychoanalytic Institute.

## Boeken
- Vaillant, GE (1977), Adaptation to Life, Boston, MA, Little, Brown, 1977 ISBN 0-316-89520-2
- Vaillant, GE (1983), Natural History of Alcoholism, Cambridge, MA, Harvard University Press
- Vaillant, GE (1992), Ego Mechanisms of Defense: A Guide for Clinicians and Researchers, Washington, DC, American Psychiatric Press
- Vaillant, GE (1993), The Wisdom of the Ego, Cambridge, MA, Harvard University Press, ISBN 0-674-95373-8
- Vaillant, GE (1995), The Natural History of Alcoholism Revisited, Cambridge, MA, Harvard University Press
- Vaillant, GE (2002), Aging Well, Boston, Little Brown, ISBN 0-316-09007-7
- Vaillant, GE (2008), Spiritual Evolution: A Scientific Defense of Faith, Broadway Books, ISBN 0-7679-2657-9
- Vaillant, GE (2012), Triumphs of Experience: The Men of the Harvard Grant Study, Belknap Press, ISBN 0-674-05982-4
- Vaillant, GE (2017), Heaven on My Mind: Using the Harvard Grant Study of Adult Development to Explore the Value of the Prospection of Life After Death, Nova Science Publishers, Inc., ISBN 1536121134

## Verder lezen
- "From emotionally crippled to loving personality" YouTube video van de TEDx talk van Vaillant in Amsterdam in 2014 (engelstalig)

- "What makes us happy?" Interview met prof. Vaillant in de Atlantic in 2008 (engelstalig)

- "Geluksprofessor George Vaillant (80): 'Ouderdom leidt tot meer geluk'" Interview met het Parool in 2014

- "Grant Study" Wikipedia pagina over de Harvard Grant study (engelstalig)

- "Defense mechanism" Wikipedia pagina over afweermechanismen (engelstalig)

- "What are the Secrets to a Happy Life?" Artikel over de Grant Study in het Greater Good Magazine van de Berkeley universiteit in Californië (engelstalig)